# Detumbling
Il detumbling è il processo di riduzione o eliminazione della velocità angolare indesiderata (tumbling) di un satellite a seguito della separazione dal lanciatore o di una perturbazione esterna. Il detumbling è il primo compito eseguito dal sistema di controllo d'assetto ed è quindi fondamentale per garantire operazioni sicure del satellite, permettendo comunicazioni affidabili, generazione di energia solare, navigazione e il corretto svolgimento della missione nominale
Per minimizzare i rischi durante questo processo, requisiti stringenti sull’affidabilità degli attuatori e dei sensori coinvolti e sulla semplicità dell’algoritmo di controllo adottato guidano solitamente la progettazione della strategia di detumbling.
Le tecniche di detumbling possono essere applicate anche alla gestione e rimozione dei detriti spaziali.

## B-dot
Attualmente, la strategia più diffusa per il detumbling usa un algoritmo di controllo chiamato B-dot. L’architettura di controllo risultante, composta da magnetometri e bobine, si è dimostrata affidabile, semplice e facile da implementare, diventando il punto di riferimento principale per valutare nuove strategie di detumbling.
La legge di controllo B-dot si basa sulla variazione temporale delle misure del campo geomagnetico:
{\displaystyle {\boldsymbol {m}}={\boldsymbol {-k}}{\dot {\boldsymbol {B}}}}
dove {\displaystyle m} è il momento magnetico comandato, {\displaystyle k} è il guadagno del controllore e {\displaystyle {\dot {B}}} è la derivata temporale del campo magnetico misurato.
La derivata del campo magnetico è usata come stima approssimativa della velocità angolare del satellite. Per questo motivo, il controllore B-dot soffre di degradazione delle prestazioni quando la velocità angolare è bassa, situazione tipica quando il satellite è quasi completamente stabilizzato o se la velocità angolare iniziale è piccola.